# William Duhurst Merrick
William Duhurst Merrick, född 25 oktober 1793 i Annapolis, Maryland, död 5 februari 1857 i Washington, D.C., var en amerikansk politiker (whig). Han representerade delstaten Maryland i USA:s senat 1838-1845.
Merrick utexaminerades från Georgetown University och han deltog i 1812 års krig. Han studerade sedan juridik och inledde sin karriär som advokat i Maryland.
Senator Joseph Kent avled 1837 i ämbetet. Merrick tillträdde som ledamot av USA:s senat den 4 januari 1838. Han efterträddes 1845 av Reverdy Johnson.
Merrick var 1850 delegat till Marylands konstitutionskonvent. Han avled 1857 och gravsattes på Mount Olivet Cemetery i Washington, D.C. Gravplatsen flyttades senare till Saint Marys Catholic Church Cemetery i Charles County, Maryland.